# Eurylophella prudentalis
Eurylophella prudentalis je druh jepice z čeledi Ephemerellidae. Žije v Severní Americe. Jako první tento druh popsal kanadský entomolog James Halliday McDunnough v roce 1931.